# Abby Bishop
Abby Bishop (* 29. November 1988 in Booleroo Centre, South Australia) ist eine australische Basketballspielerin. Seit 2017 spielt sie für die Adelaide Lightning in der höchsten australischen Damen-Basketball-Liga.

## Spielerkarriere

### Australien (seit 2005)

#### Rookie-Saison und Gewinn der Meisterschaft (2005 bis 2007)
2005 schaffte Bishop den Sprung zu den AIS in die Women’s National Basketball League, welche die höchste australische Spielklasse für Damen darstellt. In der Saison 2005/06 wurde sie zum Betty Watson Rookie of the Year ernannt, nachdem sie in zwölf Spielen durchschnittlich 9,9 Punkte, 4,8 Rebounds und 1,4 Assists erzielte. Nach ihrer ersten Saison in der WNBL wechselte sie zu den Canberra Capitals mit denen sie in der Saison 2006/07 ihre erste WNBL-Meisterschaft gewann. Bishop erzielte in ihrer ersten Saison für die Capitals durchschnittlich 10,2 Punkte und 8 Rebounds pro Spiel und hatte somit einen bedeutenden Anteil an diesem Erfolg.

#### Zwei weitere Meistertitel in der WNBL (2007 bis 2010)
In der darauffolgenden Saison blieb für Bishop ohne mannschaftliches Erfolgserlebnis, allerdings steigerte sie sich auf 14 Punkte und 9,3 Rebounds pro Spiel. In der Saison 2008/09 gewann sie mit den Capitals ihre bereits zweite WNBL-Meisterschaft. Bishop erzielte durchschnittlich 16,7 Punkte und 10,9 Rebounds pro Spiel, womit sie nicht nur erneut einen bedeutenden Anteil am Gewinn der Meisterschaft hatte, sondern stellte in beiden Kategorien eine neue persönliche Bestmarke auf. Des Weiteren wurde sie ins All-Star 5 ernannt. In der Saison 2009/10 verteidigte sie mit den Capitals erfolgreich die WNBL-Meisterschaft.

#### Wechsel in die WNBA und Rückkehr nach Australien (2010 bis 2012)
Nach dem kurzen Zwischenspiel in der WNBA in der Saison 2010 kehrte sie nach Australien zurück, wo sie für die Saison 2010/11 von den Dandenong Rangers unter Vertrag genommen wurde. Nach dem Engagement bei den Rangers verkündete Bishop, dass sie im Sommer 2011 nicht zu dem Storm zurückkehren wird. Sie begründete ihre Entscheidung damit, dass sie in der WNBA voraussichtlich nur wenig Spielzeit erhalten wird, was ihre Chancen die australische Nationalmannschaft bei den Olympischen Spielen 2012 in London zu vertreten minimieren würde. Deshalb entschied sie sich dafür den Sommer 2011 in Australien zu verbringen. Nach nur einer Saison bei den Rangers, wo sie gemeinsam mit Kate Macleod die Mannschaft anführte, wechselte sie zu den Adelaide Lightning. In ihrer einzigen Saison für die Lightning erzielte sie durchschnittlich 16,4 Punkte und 8,2 Rebounds pro Spiel. Von 2013 bis 2016 spielte sie wieder für das Team der Canberra Capitals. Ab 2017 ist Bishop wieder für das WNBL-Team der Adelaide Lightning.

### WNBA (2010 und 2015 bis 2016)
Am 1. April 2010 verkündete Brian Agler, Cheftrainer der Seattle Storm, dass mit Abby Bishop, Laura Kurz und Aja Parham drei Spielerinnen ins Trainingslager der Storm eingeladen wurden. In der letzten Woche im Trainingslager erzielte sie in einem Spiel gegen die chinesische Nationalmannschaft 24 Punkte, wobei sie acht von zehn Feldwürfen verwertete. Diese Leistung hatte großen Anteil daran, dass sie Brian Agler, Cheftrainer des Storm, in den Kader für die Saison 2010 aufnahm. Agler begründete die Verpflichtung von Bishop wie folgt: „She’s played well. And she’s still real young – just 21 – so she’s got a lot of upside.“ (Sinngemäße Übersetzung: „Sie spielte [in der Vorbereitung] sehr gut und sie ist mit 21 Jahren noch sehr jung, wodurch sie noch Steigerungspotenzial hat.“). Am 22. Mai 2010 kam sie gegen die Phoenix Mercury zu ihrem ersten Einsatz in der WNBA. Ihre ersten Punkte (Drei-Punkte-Wurf) erzielte sie am 27. Mai 2010 gegen die Chicago Sky. Am Ende stand sie in insgesamt 16 Spielen in der regulären Saison für die Storm auf dem Feld. Die Storm konnten 2010 zwar die Meisterschaft gewinnen, jedoch kam Bishop in den Playoffs zu keinem weiteren Einsatz mehr.
Zur Saison 2015 kehrte Bishop zu den Strorm nach Seattle zurück. Dort bestritt sie erstmals auch Einsätze in der Startformation. 2016 spielte sie weiter für das Team aus Seattle, wurde aber nur noch als Ergänzungsspielerin eingesetzt und ihre Spielanteile reduzierten sich deutlich. In beiden Spielzeit kam sie wieder zu keinen Einsätzen in den Playoff, da das Team diese nicht erreichte.
Nach 2016 bestritt Bishop keine Spiele mehr in der WNBA. Bis zu diesem Zeitpunkt bestritt sie in 3 WNBA-Saisons in der regulären Saison 55 Spiele, dabei stand sie 14 Mal in der Startformation und erzielte 191 Punkte, 116 Rebounds und 37 Assists.

### Europa (seit 2012)
Teilweise spielt Abby Bishop während der Saisonpause teilweise auch in Europa. Sie stand dabei für Teams aus Frankreich (Tarbes Gespe Bigorre) und Ungarn auf dem Platz. Zuletzt spielte sie in der Saison 2015/16 dabei für das ungarische Team von Uniqa Sopron.

### Nationalmannschaft (seit 2007)
Abby Bishop ist seit 2007 ein Teil der australischen Basketballnationalmannschaft der Damen. Davor spielte sie bereits für diverse australische Jugendauswahlmannschaften. 2005 erreichte sie mit australischen Basketballnationalmannschaft bei der U-19 Basketball-Weltmeisterschaft der Damen den 7. Platz. 2007 belegte sie bei der U-19 Basketball-Weltmeisterschaft der Damen den 5. Platz. Ihren bis dahin größten Erfolg stellte aber der Gewinn der Silbermedaille bei der U-21 Basketball-Weltmeisterschaft der Damen im Jahr 2007 dar. Als ersten internationalen Titel konnte sie mit dem australischen Team die Ozeanienmeisterschaft 2007 gewinnen. 2013 half sie mit den Kontinental-Titel erneut zu gewinnen. Bei der Basketball-Weltmeisterschaft der Damen 2010 belegte sie mit dem Team den 5. Platz. Bei den Olympischen Spielen 2012 in London gewann sie mit dem australischen Team die Bronzemedaille.

## Erfolge und Auszeichnungen
| - WNBL - 2006 Betty Watson Rookie of the Year - 2007 Gewinn der Meisterschaft - 2009 Gewinn der Meisterschaft2 - 2010 Gewinn der Meisterschaft3 - 2015 Ehrung als wertvollste Spielerin der WNBL | - Nationalmannschaft - 2007 Silbermedaille bei der U-21 Basketball-Weltmeisterschaft der Damen - 2007 und 2011 Titel bei der Basketball-Ozeanienmeisterschaft der Damen - 2012 Bronzemedaille bei den Olympischen Sommerspielen |